# Teoria K
En matemàtiques, la teoria K és, a grans trets, l'estudi d'un anell generat per paquets vectorials sobre un espai o esquema topològic. En topologia algebraica, és una teoria de cohomologia coneguda com a teoria K topològica. En àlgebra i geometria algebraica, es coneix com a teoria K algebraica. També és una eina fonamental en el camp de l'àlgebra d'operadors. Es pot veure com l'estudi de certs tipus d'invariants de matrius grans.
La teoria K implica la construcció de famílies de K-funtors que mapegen des d'espais o esquemes topològics, o per ser encara més general: qualsevol objecte d'una categoria d'homotopia als anells associats; aquests anells reflecteixen alguns aspectes de l'estructura dels espais o esquemes originals. Igual que amb els functors a grups en la topologia algebraica, la raó d'aquest mapeig funcional és que és més fàcil calcular algunes propietats topològiques a partir dels anells mapats que a partir dels espais o esquemes originals. Alguns exemples de resultats obtinguts de l'enfocament de la teoria K inclouen el teorema de Grothendieck–Riemann–Roch, la periodicitat de Bott, el teorema de l'índex d'Atiyah–Singer i les operacions d'Adams.
En la física d'altes energies, la teoria K i, en particular, la teoria K retorçada han aparegut a la teoria de cordes de tipus II on s'ha conjecturat que classifiquen les D-branes, les intensitats de camp de Ramond-Ramond i també certs espinors en varietats complexes generalitzades. En física de la matèria condensada s'ha utilitzat la teoria K per classificar aïllants topològics, superconductors i superfícies de Fermi estables. Per a més detalls, vegeu Teoria K (física).

## Acabament de Grothendieck
La finalització de Grothendieck d'un monoide abelià en un grup abelià és un ingredient necessari per definir la teoria K, ja que totes les definicions comencen construint un monoide abelià a partir d'una categoria adequada i convertint-lo en un grup abelià mitjançant aquesta construcció universal. Donat un monoide abelià {\displaystyle (A,+')} deixar {\displaystyle \sim } ser la relació {\displaystyle A^{2}=A\times A} definit per
{\displaystyle (a_{1},a_{2})\sim (b_{1},b_{2})}
si existeix a {\displaystyle c\in A} tal que {\displaystyle a_{1}+'b_{2}+'c=a_{2}+'b_{1}+'c.} Després, el conjunt {\displaystyle G(A)=A^{2}/\sim } té l'estructura d'un grup {\displaystyle (G(A),+)} on:
{\displaystyle [(a_{1},a_{2})]+[(b_{1},b_{2})]=[(a_{1}+'b_{1},a_{2}+'b_{2})].}
Les classes d'equivalència d'aquest grup s'han de considerar com a diferències formals d'elements en el monoide abelià. Aquest grup {\displaystyle (G(A),+)} també s'associa amb un homomorfisme monoide {\displaystyle i:A\to G(A)} donat per {\displaystyle a\mapsto [(a,0)],} que té una certa propietat universal.
Per entendre millor aquest grup, considereu algunes classes d'equivalència del monoide abelià {\displaystyle (A,+)}. Aquí denotarem l'element d'identitat de {\displaystyle A} per {\displaystyle 0} de manera que {\displaystyle [(0,0)]} serà l'element d'identitat {\displaystyle (G(A),+).} Primer, {\displaystyle (0,0)\sim (n,n)} per a qualsevol {\displaystyle n\in A} ja que podem establir {\displaystyle c=0} i apliqueu l'equació de la relació d'equivalència per obtenir {\displaystyle n=n.} Això implica
{\displaystyle [(a,b)]+[(b,a)]=[(a+b,a+b)]=[(0,0)]}
per tant tenim una inversa additiva per a cada element {\displaystyle G(A)}. Això ens hauria de donar la pista que hauríem de pensar en les classes d'equivalència {\displaystyle [(a,b)]} com a diferències formals {\displaystyle a-b.} Una altra observació útil és la invariància de les classes d'equivalència sota escala:
{\displaystyle (a,b)\sim (a+k,b+k)} per a qualsevol {\displaystyle k\in A.}
La finalització de Grothendieck es pot veure com un funtor {\displaystyle G:\mathbf {AbMon} \to \mathbf {AbGrp} ,} i té la propietat que es deixa adjunt al funtor oblidat corresponent {\displaystyle U:\mathbf {AbGrp} \to \mathbf {AbMon} .} Això vol dir que, donat un morfisme {\displaystyle \phi :A\to U(B)} d'un monoide abelià {\displaystyle A} al monoide abelià subjacent d'un grup abelià {\displaystyle B,} existeix un morfisme de grup abelià únic {\displaystyle G(A)\to B.}

## Aplicacions[4]

### Paquets virtuals
Una aplicació útil del grup Grothendieck és definir paquets de vectors virtuals. Per exemple, si tenim una incrustació d'espais llisos {\displaystyle Y\hookrightarrow X} llavors hi ha una seqüència exacta curta
{\displaystyle 0\to \Omega _{Y}\to \Omega _{X}|_{Y}\to C_{Y/X}\to 0}
on {\displaystyle C_{Y/X}} és el paquet conormal de {\displaystyle Y} en {\displaystyle X}. Si tenim un espai singular {\displaystyle Y} incrustat en un espai llis {\displaystyle X} definim el paquet conormal virtual com
{\displaystyle [\Omega _{X}|_{Y}]-[\Omega _{Y}]}
Una altra aplicació útil dels paquets virtuals és amb la definició d'un paquet tangent virtual d'una intersecció d'espais: {\displaystyle Y_{1},Y_{2}\subset X} ser subvarietats projectives d'una varietat projectiva suau. Aleshores, podem definir el paquet tangent virtual de la seva intersecció {\displaystyle Z=Y_{1}\cap Y_{2}} com
{\displaystyle [T_{Z}]^{vir}=[T_{Y_{1}}]|_{Z}+[T_{Y_{2}}]|_{Z}-[T_{X}]|_{Z}.}
Kontsevitx utilitza aquesta construcció en un dels seus articles.

### Caràcters Chern
Les classes Chern es poden utilitzar per construir un homomorfisme d'anells des de la teoria topològica K d'un espai fins a (la finalització de) la seva cohomologia racional. Per a un paquet de línies L, el caràcter Chern ch es defineix per
{\displaystyle \operatorname {ch} (L)=\exp(c_{1}(L)):=\sum _{m=0}^{\infty }{\frac {c_{1}(L)^{m}}{m!}}.}
De manera més general, si {\displaystyle V=L_{1}\oplus \dots \oplus L_{n}} és una suma directa de paquets de línies, amb les primeres classes de Chern {\displaystyle x_{i}=c_{1}(L_{i}),} el caràcter Chern es defineix additivament
{\displaystyle \operatorname {ch} (V)=e^{x_{1}}+\dots +e^{x_{n}}:=\sum _{m=0}^{\infty }{\frac {1}{m!}}(x_{1}^{m}+\dots +x_{n}^{m}).}
El caràcter Chern és útil en part perquè facilita el càlcul de la classe Chern d'un producte tensor. El caràcter de Chern s'utilitza en el teorema de Hirzebruch–Riemann–Roch.